# Véra Stedile Zattera
Véra Beatriz Stedile Zattera é uma artista plástica, professora e historiadora brasileira.
Natural de Caxias do Sul, Licenciada em Desenho e Especialista em Vestuário Tradicional e Costumes, já lançou mais de vinte livros sobre os usos e costumes do Rio Grande do Sul e a colonização italiana no estado, alguns deles ilustrados pela autora. No campo do estudo e documentação visual da indumentária histórica gaúcha sua contribuição é pioneira. Também deixou contribuição relevante para o estudo da trajetória de Aldo Locatelli. Fundou e coordena o Acervo Documenta Costume da UCS, onde dá aulas e ocupou posições administrativas, como assessora de Projetos Culturais, pró-reitora de Extensão, chefe do Departamento de Artes e membro do Colegiado Superior de Educação Artística e Habilitações. Participou da organização de várias edições da Festa da Uva como figurinista e projetista de carros alegóricos.
Foi a homenageada da 32ª Feira do Livro de Caxias (2016) e recebeu mais de dez premiações pelo seu trabalho, onde se destacam a Honraria Especial Aldo Locatelli: 100 anos de História e Legado (Câmara de Vereadores de Caxias do Sul), a Medalha Homenagem à Docência Acadêmica (UCS), o Prêmio Propaganda (pelo livro Traje Típico Gaúcho), o prêmio Distinzione Ente Nazionale Italiano per il Turismo (Roma) e a Medalha Monumento Nacional ao Imigrante, a maior honraria concedida pela Prefeitura de Caxias do Sul).